# Horní Sloupnice
Horní Sloupnice je část obce Sloupnice v okrese Svitavy. Tvoří východní část Sloupnice. Prochází zde silnice II/360. V roce 2009 zde bylo evidováno 363 adres. V roce 2001 zde trvale žilo 1139 obyvatel.
Horní Sloupnice je také název katastrálního území o rozloze 16,9 km2. V katastrálním území Horní Sloupnice leží i Končiny 2.díl.

## Historie
Širší okolí obce po řeku Svitavu jmenoval již kronikář Kosmas jako území, osídlené rodem Slavníkovců. První písemná zmínka o obci pochází z 1167. Další zpráva je z roku 1292 král Václav II. obec spolu s jinými daroval zbraslavskému klášteru. .. Tvrz vladyků ze Sloupnice zanikla beze stop patrně již v 15. století. Kostel ze 13. století se roku 1350 stal farním. Po založení litomyšlského biskupství v roce 1344 připadla ves tamním biskupům, kteří si zde zřídili rezidenci. Kostel byl obnoven a vybaven v době barokní v letech 1711-1712.
Gotická monstrance a kadidelnice jsou ve sbírkách Regionálního muzea v Litomyšli.

## Pamětihodnosti
- Kostel svatého Mikuláše, původně románská stavba z poloviny 13. století (ze které zbyla 1 klenutá místnost) byla nahrazena gotickým jednolodím; přestavěným v barokní době v letech 1711-1712,tehdy interiér vybaven čtyřmi oltáři a bohatě vyřezávanou kazatelnou se sochami čtyř evangelistů a křtitelnicí, z roku 1754 jsou varhany od Františka Katzera z Králík,[9]
- Zvonice u kostela – kamenná hranolová stavba z roku 1807
- Budova fary – pozdně barokní stavba z roku 1769
- Evangelická modlitebna – plochostropá budova se sedlovou střechou, založena roku 1795, obnovena roku 1895
- Socha svobody - pomník obětem obou světových válek
- Socha sv. Jana Nepomuckého – s chronogramem 1769, při silnici do Litomyšle

## Galerie

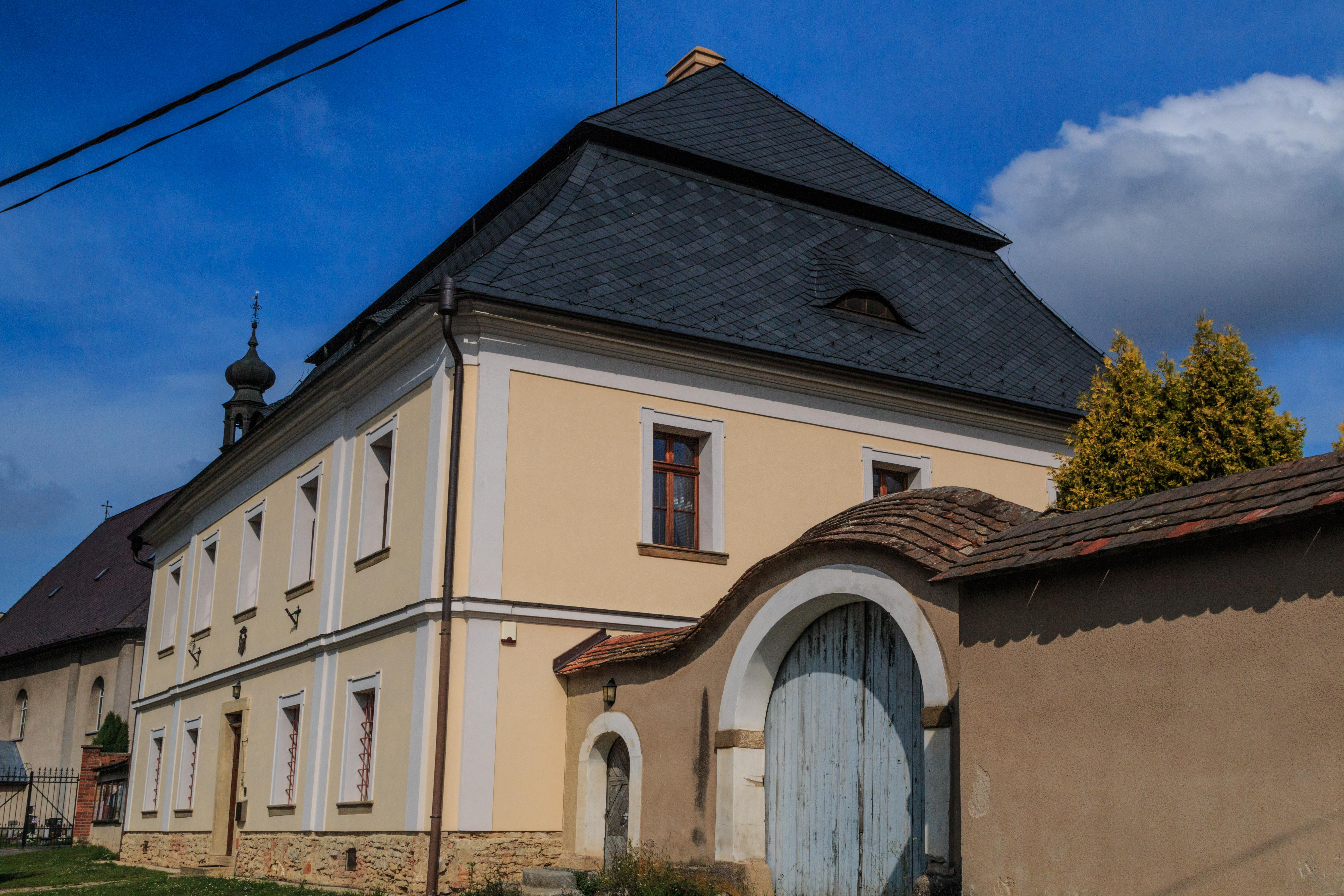
Fara v Horní Sloupnici
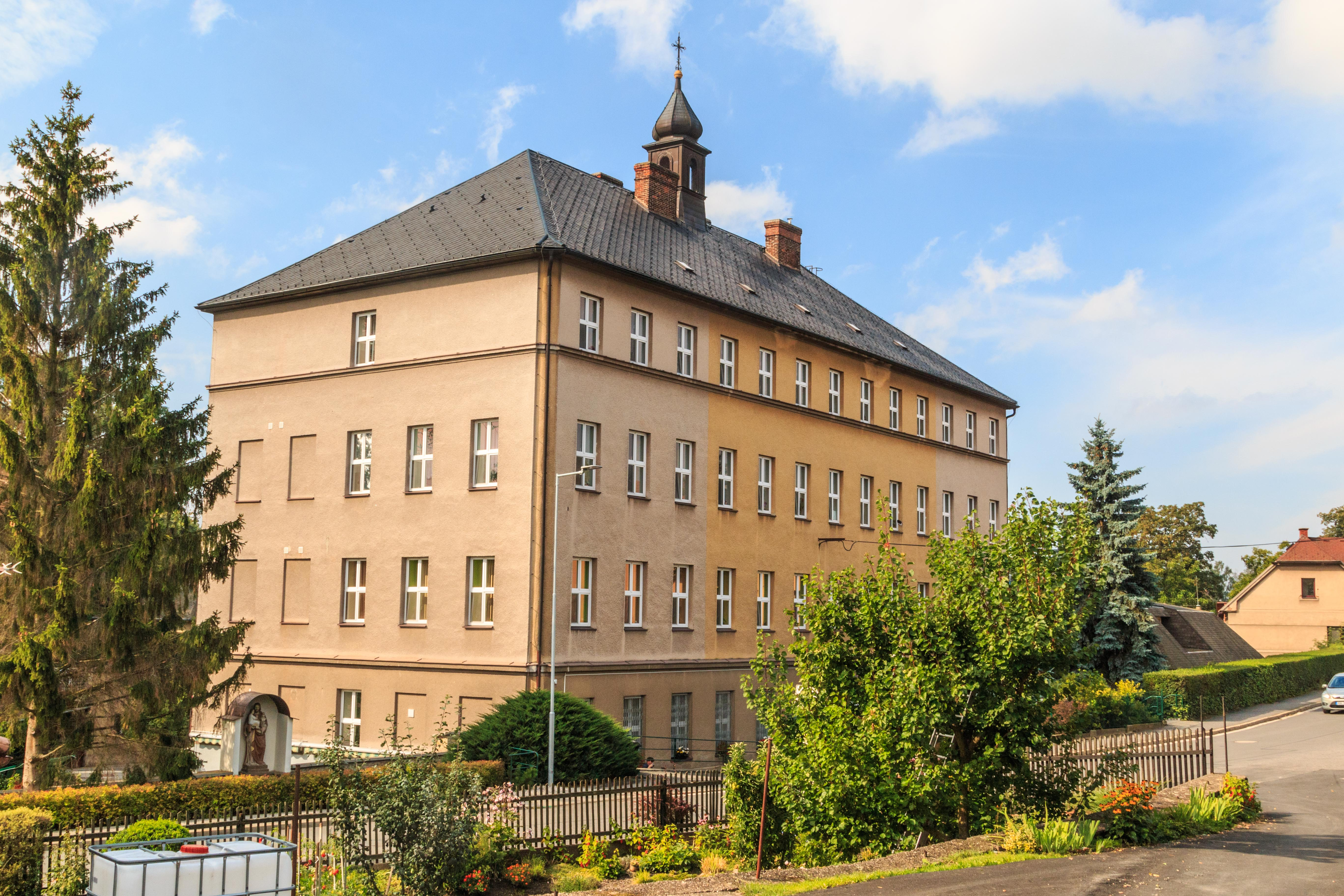
Horní Sloupnice - domov důchodců
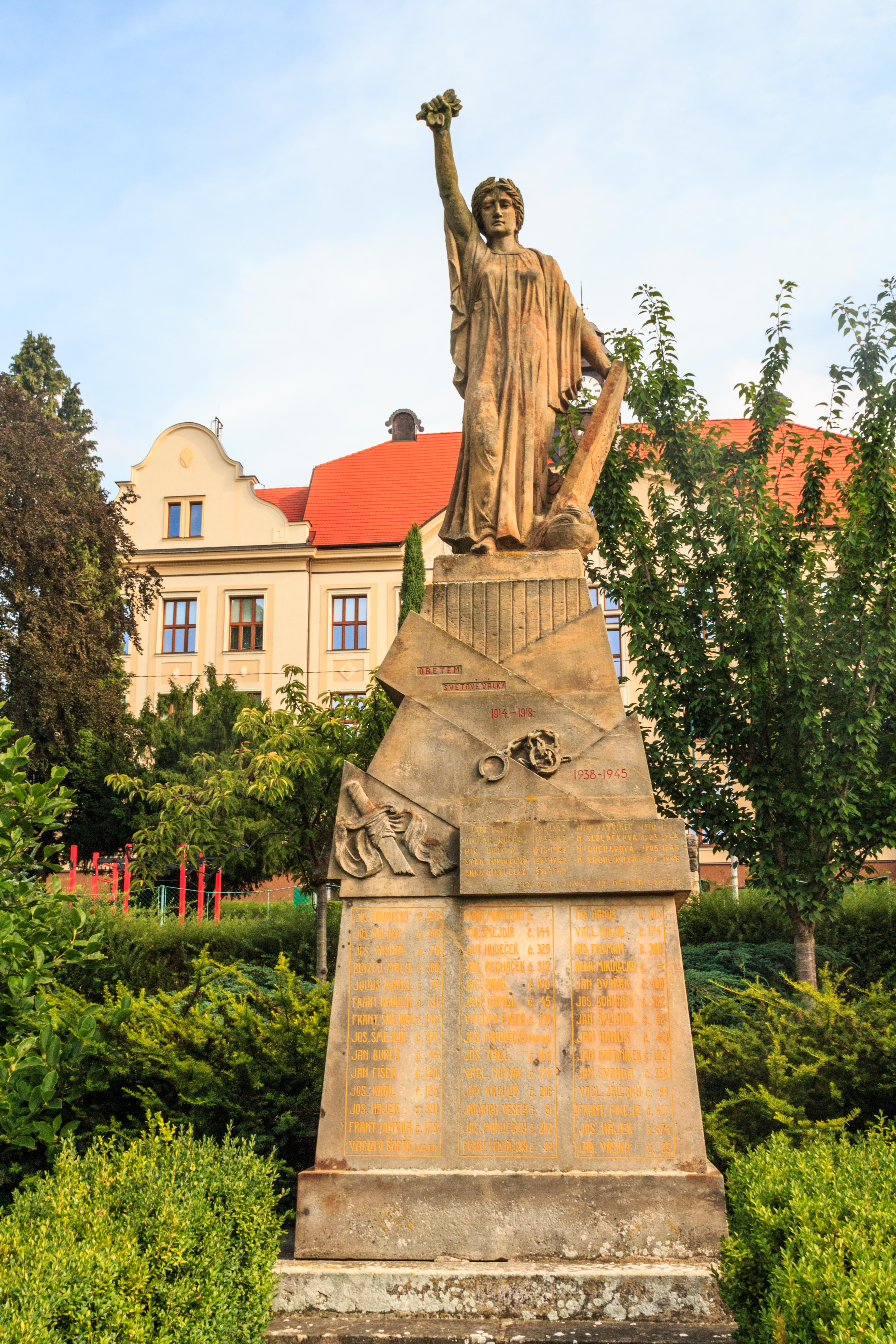
Horní Sloupnice - pomník padlých
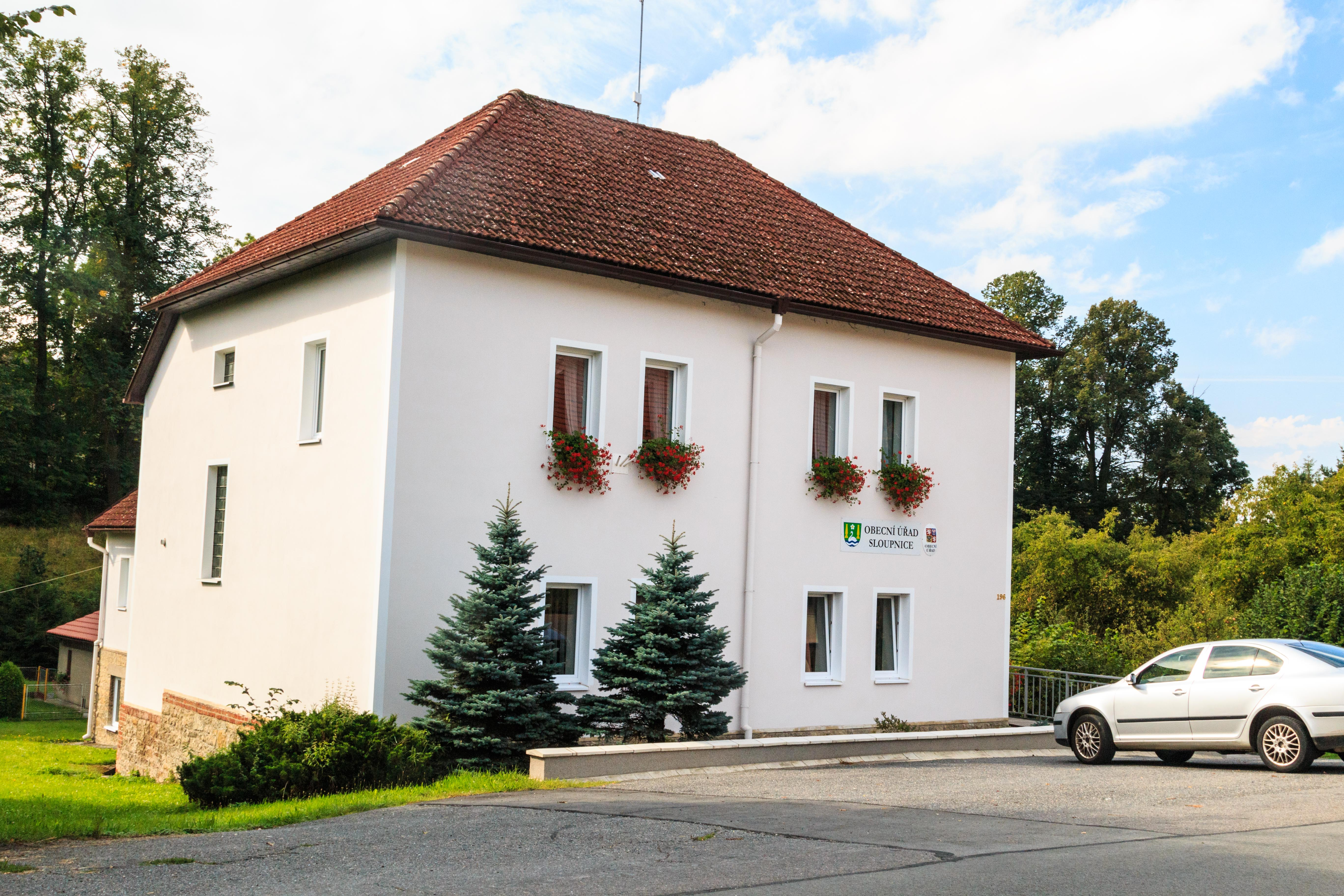
Horní Sloupnice - obecní úřad
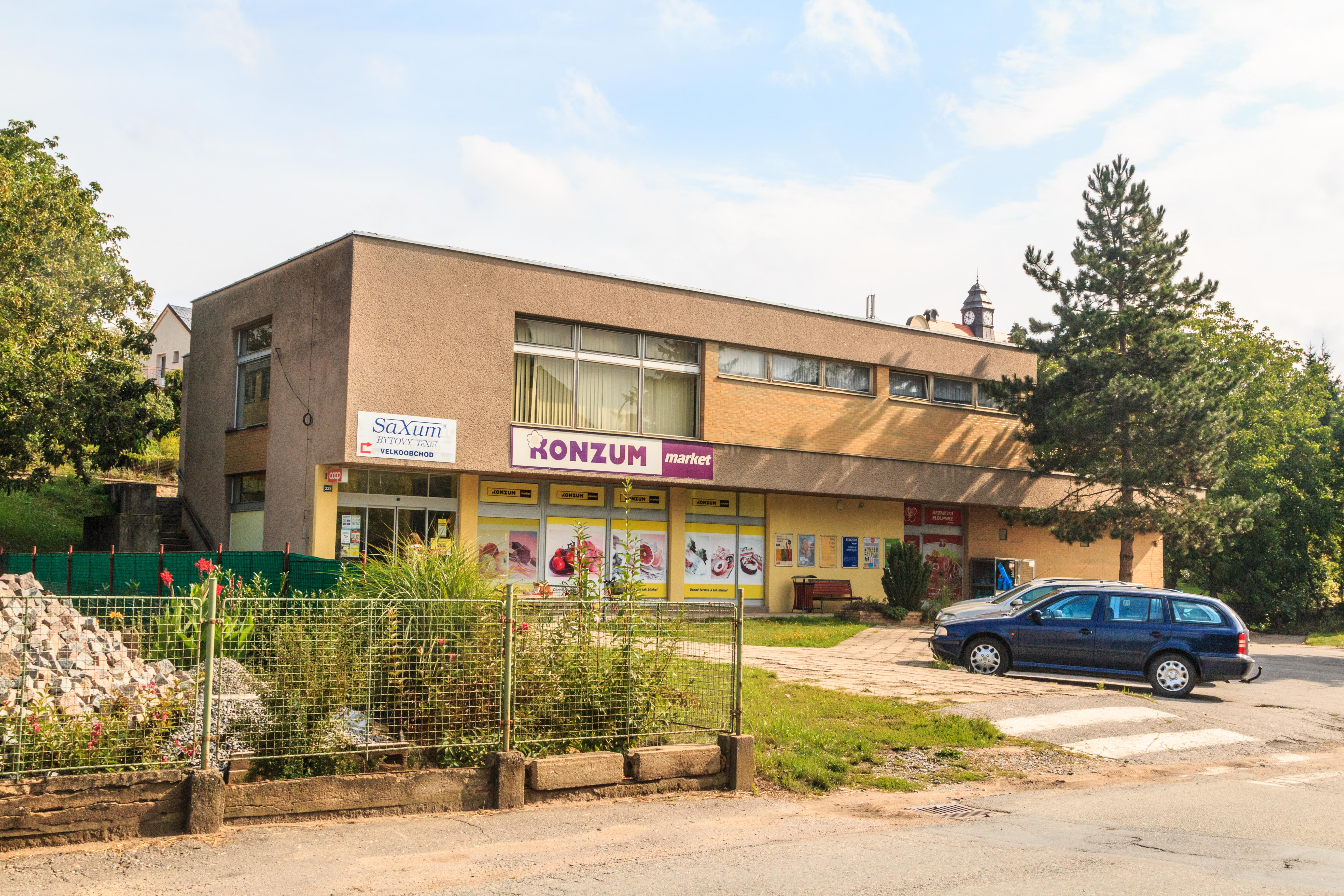
Horní Sloupnice - Konzum
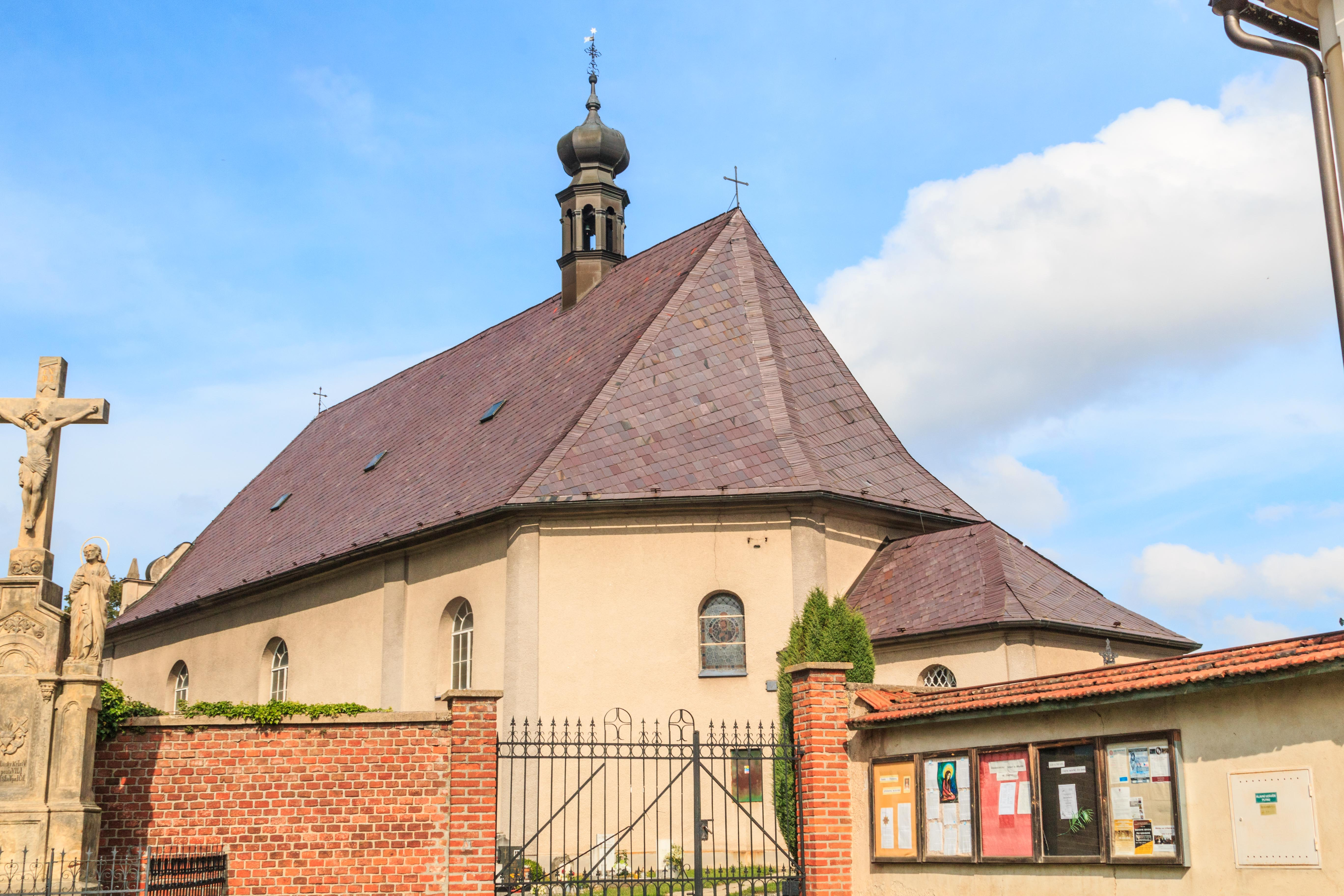
Kostel svatého Mikuláše (Horní Sloupnice)